# Martin Straka (lékař)
Martin Straka (* 11. ledna 1981) je český lékař, primář interního a covidového oddělení Nemocnice Sokolov.

## Život
Martin Straka byl lékařem v nemocnici Klatovy. Poté byl primářem interního oddělení Nemocnice Sušice, v roce 2016 se stal jejím ředitelem. V červenci 2017 přešel do Nemocnice Sokolov, kde je primářem interního a covidového oddělení.
V únoru 2021 kritizoval rozhodnutí tehdejšího ministra zdravotnictví Jana Blatného, který v době zahlcení nemocnic na Karlovarsku pacienty s covidem-19 odmítl pomoc blízkých německých nemocnic. Kontroverze vzbudilo jeho vyjádření ke kritické situaci v nemocnici v Sokolově v souvislosti s pandemií covidu-19. „Nemá to kvalitní řešení. Musíme improvizovat, přeposílat pacienty jinam, musíme lidi selektovat. Ano, pojďme si to říct ‚na férovku‘, selektování pacientů existuje, ano pane ministře, jinak to nejde,“ uvedl Straka na adresu Blatného.

### Politické působení
Straka byl dlouholetým členem TOP 09. V obecních volbách v roce 2018 byl jako člen této strany zvolen zastupitelem obce Dobřany na Plzeňsku coby lídr politického uskupení Za ještě lepší Dobřany.